# Amtsgarten (Halle (Saale))

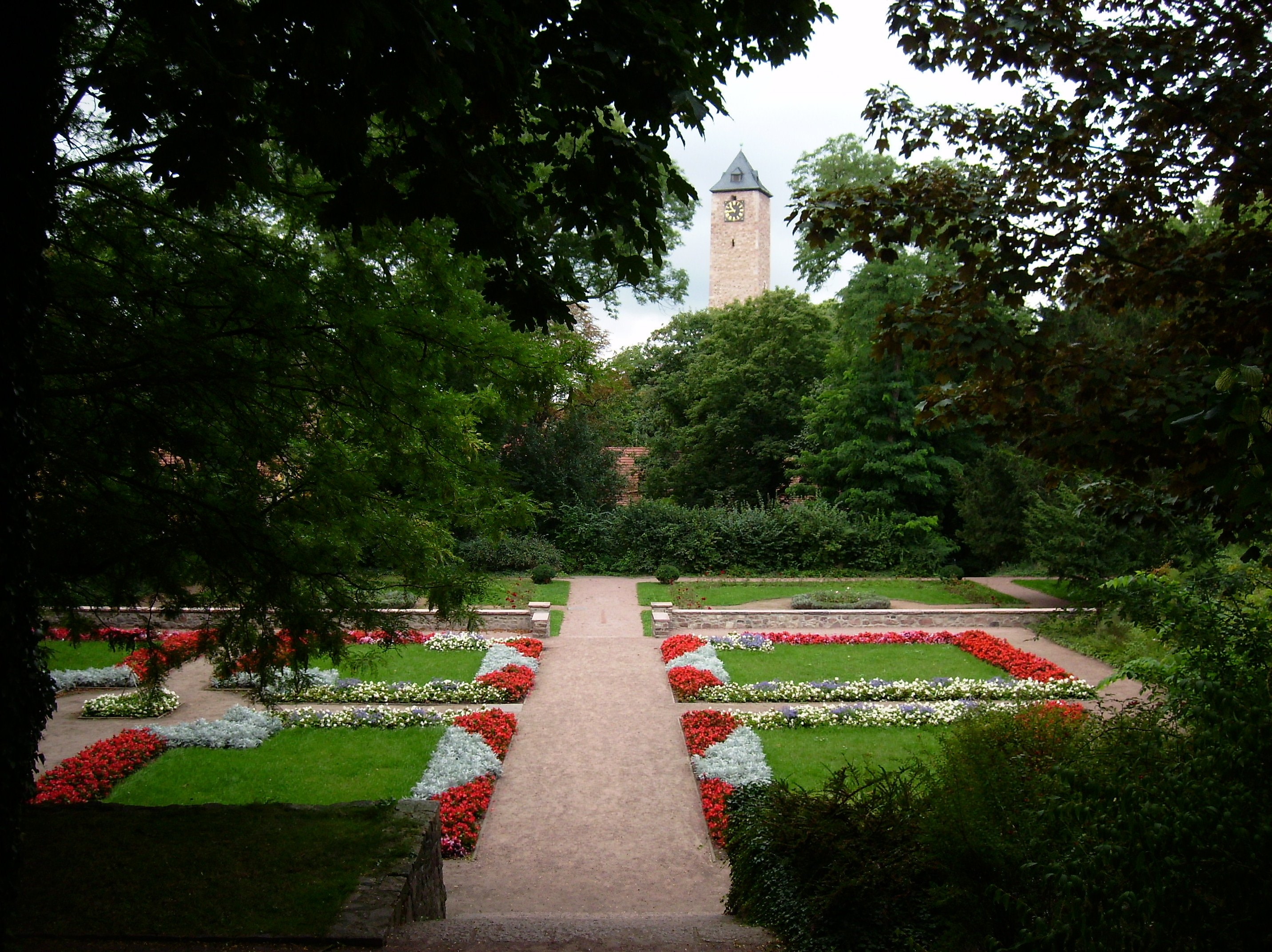
Der Amtsgarten im Sommer von hinten gesehen

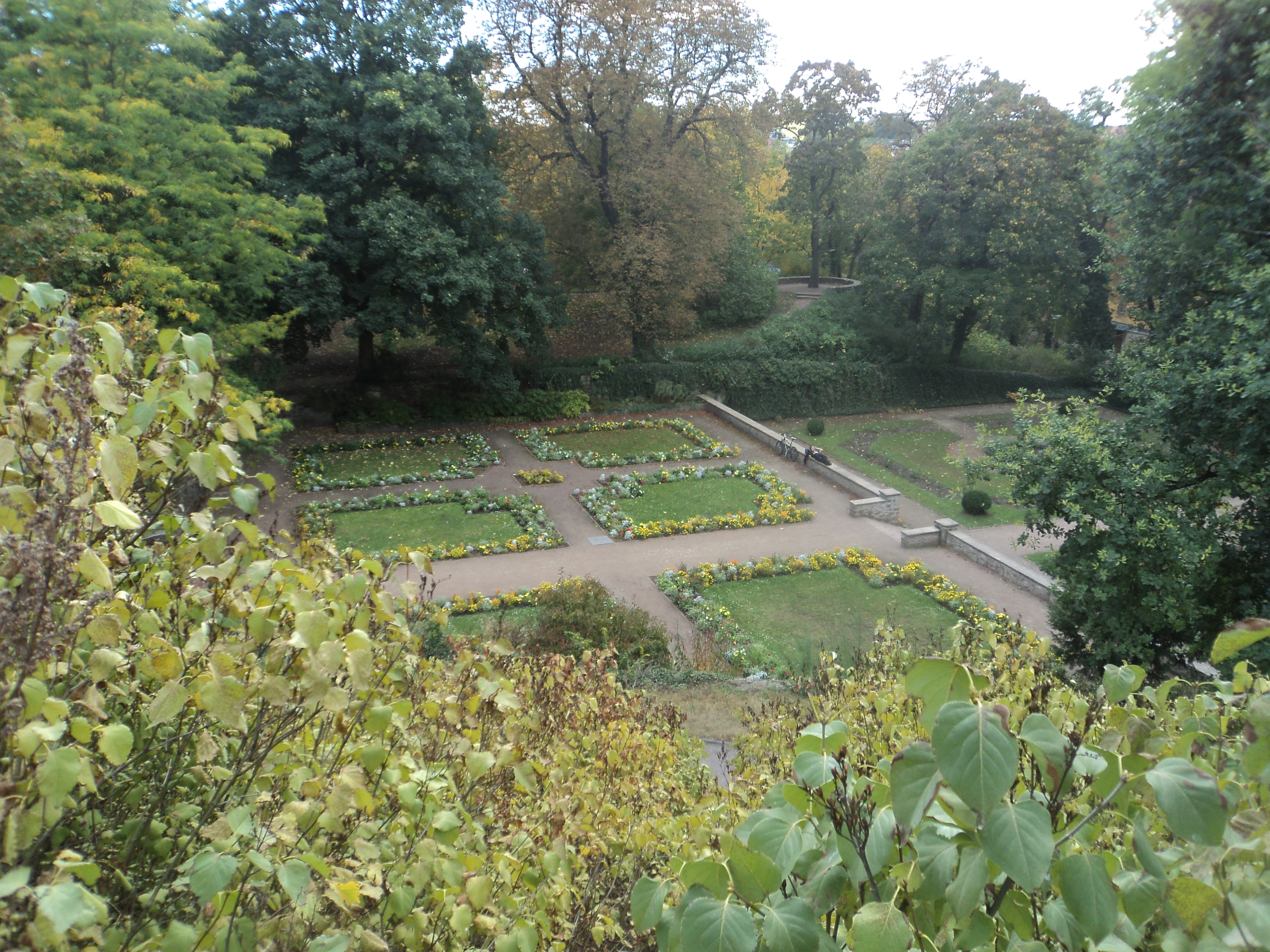
Der Amtsgarten im Herbst von oben links betrachtet

Der Amtsgarten der Stadt Halle liegt in unmittelbarer Nähe der Burg Giebichenstein am Ufer der Saale.
Er ist Teil der historischen Parks Sachsen-Anhalts. Wenige Meter entfernt des Amtsgartens liegt Reichardts Garten. Gemeinsam mit zwei weiteren Objekten in der Stadt sind sie  in das denkmalpflegerisch-touristische Netzwerk Gartenträume eingebunden. Dieses verfolgt das Ziel der Wiederentdeckung des gartenkulturellen Erbes in Sachsen-Anhalt. Der Park dient heute zur Naherholung der Bürger, als touristisches Erlebnisgebiet und als gartenbautechnische und kulturelle Anlage.

## Geschichte des Parks
Ursprung für die Entstehung des 3,78 ha großen Amtsgartens, der seit 1994 geschützter Landschaftsbestandteil ist, war ein Obst- und Ziergarten der Erzbischöfe von Magdeburg an der Burg Giebichenstein. Die Anlage entstand nach 1740 unter dem Amtmann Johann Christoph Ochs von Ochsenstein als prächtiger Barockgarten. Wahrscheinlich war er auch dessen Namensgeber. Der Garten gliederte sich durch streng orthogonale Wegeachsen und Alleen und war damals mit Springbrunnen ausgestattet. Die Hangpartien um den Römerberg wurden geprägt von seltenen Gehölzen, an der Burg gab es Obst- und Gemüsegärten. Dieses Aussehen blieb bis 1773 erhalten.
In diesem Jahr kam es zu einer Umgestaltung. Ein Saalehochwasser hatte zuvor weite Teile überschwemmt und zerstört. Amtmann Heinrich Remigius Bartels und seinem Sohn vollzogen diese Umgestaltung im Stil eines Landschaftsgartens. Vorbild waren die Wörlitzer Anlagen und Goethes Garten in Weimar. Der Landschaftspark, bereichert durch Teiche, Grotten,  Plätze und Freundschaftsurnen, stand mit dem benachbarten Reichardts Garten in harmonischem Einklang.
1906 ging der Garten zusammen mit der Burg in die Hand der Stadt Halle. 1907/09 schuf der Stadtgartendirektor Emil Berckling die Grundlage für den heutigen Amtsgarten. Sie erneuerten ihn von Grund auf. So wurden die Römerbergkuppe gesprengt und neue Wege und Treppen angelegt. Das Gebiet des ehemaligen Schwanenteichs wurde verfüllt und begrünt zur heutigen Amtswiese. Am terrassierten Südhang des Römerbergs sind Themengärten zu Rhododendron, Rosen und Zierblumen angelegt worden. Hier finden sich heute noch einige wertvolle alte Solitärbäume und seltene Arten wie Ginkgo, Lederhülsenbaum und Schnurbaum.
Nach 1945 wurden Teile des Gartens in bescheidenem Umfang rekonstruiert. Hierbei dienten die Bercklingschen Planungen als Grundlage. Die Themengärten und der Aussichtspunkt auf dem Berg wurden in den 1990er Jahren im Zuge des Projektes Gartenträume wiederhergestellt. Heute befindet sich auch eine Spiel- und Kletterskulptur auf dem Gelände des Amtsgartens.